# Погосский, Александр Фомич
Александр Фомич Погосский (26 февраля [9 марта] 1816, Полоцк — 26 августа [7 сентября] 1874, Санкт-Петербург) — русский писатель, драматург, издатель.

## Биография
Родился 26 февраля (9 марта) 1816 года в Полоцке, в дворянской семье. В 1822 году семья переехала в Санкт-Петербург.
До 1829 года воспитывался в богатой аристократической семье И. В. Маркова, вместе с его детьми. Затем учился во Второй Санкт-Петербургской гимназии.
В 1831 году поступил простым солдатом на военную службу в 45-й егерский полк и через несколько месяцев получил чин унтер-офицера. В 1835 году, по расформировании егерского полка был переведён в Выборгский пехотный полк, а оттуда в 10-й Малороссийский гренадёрский полк. В 1838 году был произведён в прапорщики с переводом в карабинерный Гросс-Герцога Фридриха-Павла Мекленбургского полк..
В 1843 году, в чине подпоручика, вышел в отставку и поступил комиссионером по заготовлению лесов в Балтийском округе с причислением к Департаменту корабельных лесов, где прослужил до 1859 (или 1862) года.
С 1840-х годов начал публиковаться в журнале «Чтение для солдат». В 1858 году был «приглашен начальником Гвардейского Штаба графом Барановым с Высочайшего соизволения издавать журнал для нижних воинских чинов» — «Солдатская беседа» (1858—1867), а с 1862 года нал издавать ещё и журнал «Народная беседа». В 1863 году, в связи с отъездом для лечения за границу, где был до 1867 года, Погосский передал заведование журналами В. В. Дерикеру. Вернувшись в Россию, он основал новый народный журнал «Досуг и дело» (1867—1874) — по плану, одобренному военным министром Д. А. Милютиным. По Высочайшему повелению, последовавшему 24 апреля 1869 года, литературная деятельностьсть Погосского, как издателя народных журналов, была зачтена за действительную службу. В 1873 году он был назначен инспектором экипажных школ грамотности Балтийского флота. 
С А. Ф. Погосским сотрудничали А. Н. Майков, В. А. Слепцов, Н. А. Некрасов и др. Погосский стал одним из основателей Санкт-Петербургского комитета грамотности, с 1870 года — его председателем.
Умер 26 августа (7 сентября) 1874 года. Похоронен на Волковском лютеранском кладбище Санкт-Петербурга; на могиле (уч. 5; начало Талевой дороги) было установлено художественное надгробие.

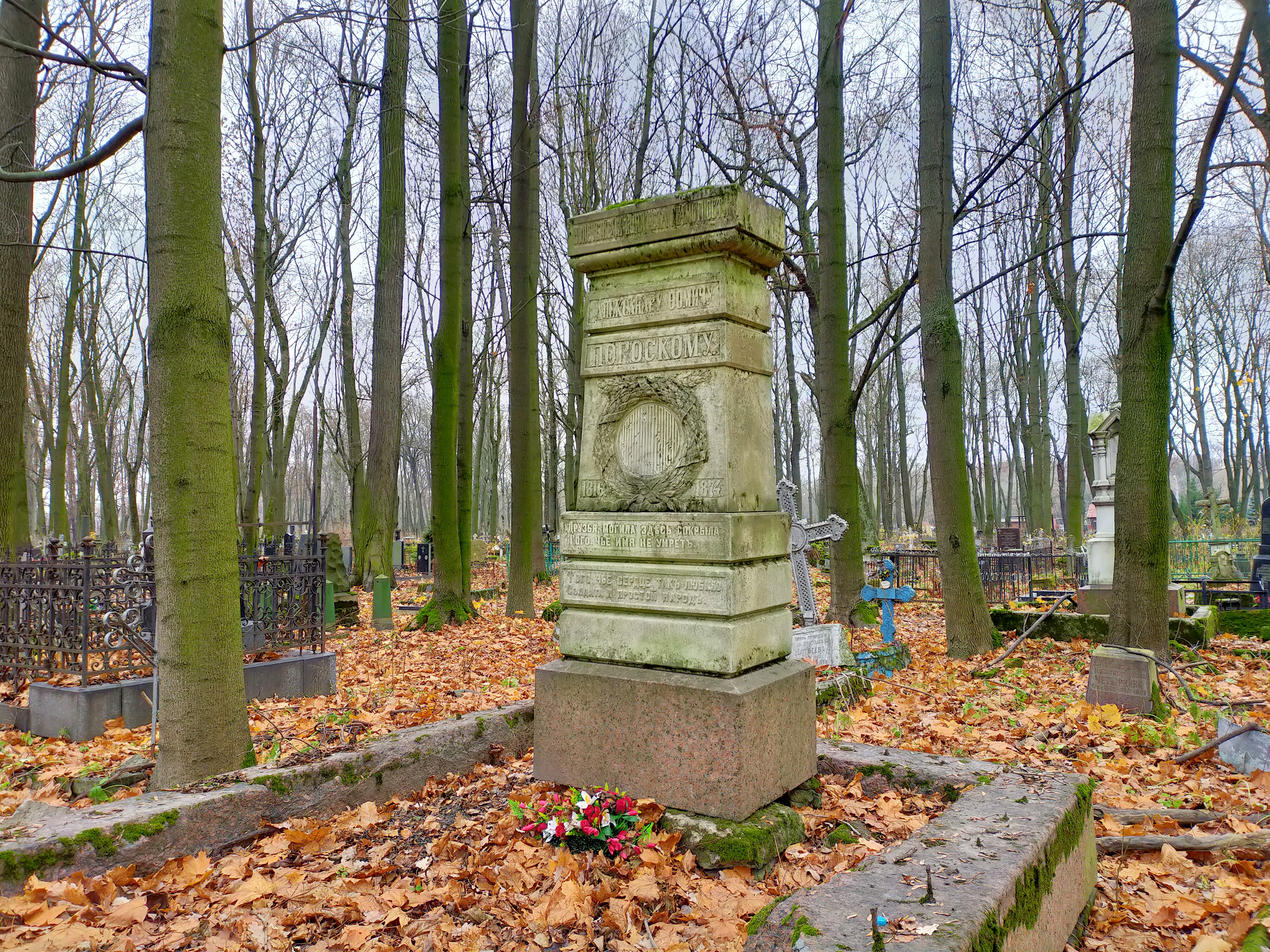
Памятник на могиле А. Ф. Погосского,
Волковское лютеранское кладбище

## Литературная деятельность
Целью своей писательской деятельности считал просвещение народа.
Наиболее известными прозаическими произведениями А. Ф. Погосского являются: «Дедушка Назарыч» (1860), «Темник» (1862), «Анчутка-Беспятый» (1863), «Посестра-Танька» (1866), «Неспособный человек» (1867), «Майорская дочка» (1869), «Музыкант» (1870), «Первый винокур» (1871), «Старики» (1871), «Штуцерник Нечипор» (1872), «Суходольщина» (1873, 2-е изд.), «Мирские детки» (1884), «Всем шильям шило» (1884), «Подосиновики» (1881).
Он был также автором драматических произведений: «Неспособный человек», «Чему быть, тому не миновать» и «Дедушка домовой».
А. Ф. Погосского современники называли «военным Далем». Творчество А. Ф. Погосского высоко оценивал Ф. М. Достоевский.
Полное собрание сочинений А. Ф. Погосского в 4 томах было издано в 1899—1901 годах (Санкт-Петербург : тип. и лит. В.А. Тиханова): Т. 1, Т. 2, Т. 3, Т. 4. К собранию сочинений была приложена его биография, составленная А. В. Арсеньевым.

## Память
Крылатым выражением стала фраза из книги А. Ф. Погосского «Солдатские заметки» (1855): «Плохой тот солдат, который не думает быть генералом, а еще плоше тот, который слишком думает, что с ним будет».